# День осіннього рівнодення

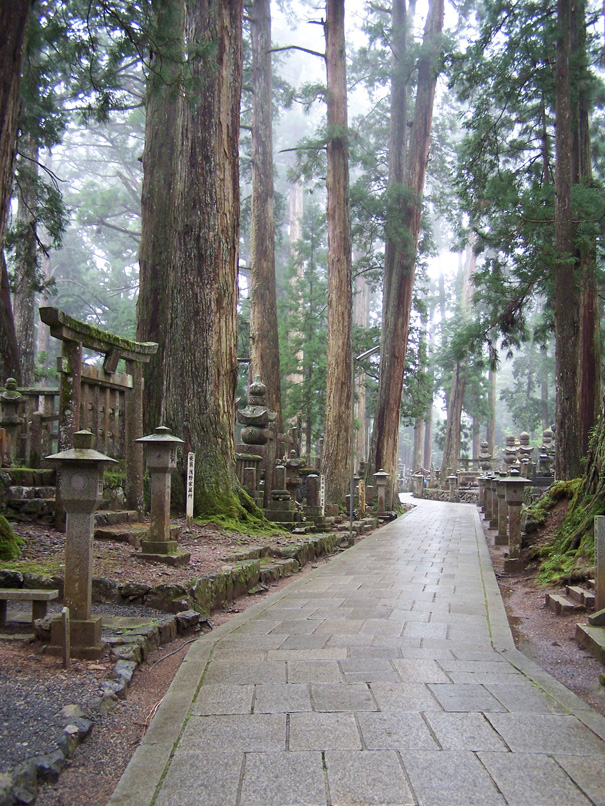
День осіннього рівнодення — час пригадування померлих родичів і відвідування їхніх могилю

День осіннього рівнодення (яп. 秋分の日, しゅうぶんのひ, сюбун-но хі) — національне японське свято, яке відмічається щорічно в день осіннього рівнодення на пам'ять про пращурів та померлих.

## Короткі відомості
Святкування Дня осіннього рівнодення було затверджено 1948 року Законом про національні свята Японії. Згідно з цим Законом, мета Дня полягає у «вшановуванні пращурів та збереженні пам'яті про померлих».
Свято походить від стародавнього звичаю відвідувати синтоїстські святилища місцевих богів удзіґамі та дякувати їм за цьогорічний врожай. За старим законодавством 1876 — 1948 років, в часи існування Японської Імперії, воно відзначалося як загальнонаціональне і називалося Осіннім святом поминання духів Імператорського роду — Сюкі корейсай (秋季皇霊祭). Святкування супроводжувалось проведенням поминальних церемоній на честь покійних Імператорів Японії, Імператриць та їхніх родичів.
У сучасній Японії День осіннього рівнодення позбавлений прив'язки до Імператорського дому. Чимало японців, особливо буддистів, відвідують цього дня родові могили.
У 2000 — 2010-х роках день осіннього рівнодення припадає на 23 вересня.